# Xanthopimpla flavicorpora
Xanthopimpla flavicorpora är en stekelart som beskrevs av Wang 1987. Xanthopimpla flavicorpora ingår i släktet Xanthopimpla och familjen brokparasitsteklar. Inga underarter finns listade i Catalogue of Life.